# Ara verde
Ara verde (Ara severus) este o pasăre din familia papagalilor (Psittacidae) originară din Americi.

## Taxonomie
Ara verde a fost descris oficial în 1758 de naturalistul suedez Carl Linnaeus în cea de-a zecea ediție a lucrării sale Systema Naturae. El l-a plasat alături de toți ceilalți papagali din genul Psittacus și a inventat numele binomial Psittacus severus. Acest ara este acum una dintre cele opt specii existente plasate în genul Ara care a fost creat în 1799 de naturalistul francez Bernard Germain de Lacépède. Numele genului provine de la ará din limba tupi din Brazilia. Cuvântul este o onomatopee bazată pe sunetul strigătului lor. Epitetul specific severus provine din latină și înseamnă „sumbru”, „crud” sau „sever”. Specia este considerată monotipă: nu sunt recunoscute subspecii.

## Comportament
Ara verde cuibărește într-o gaură dintr-un copac. Ouăle sunt albe și sunt de obicei două sau trei într-un cuib. Femela incubează ouăle timp de aproximativ 28 de zile, iar puii părăsesc cuibul la aproximativ 70 de zile de la eclozare.

## Galerie

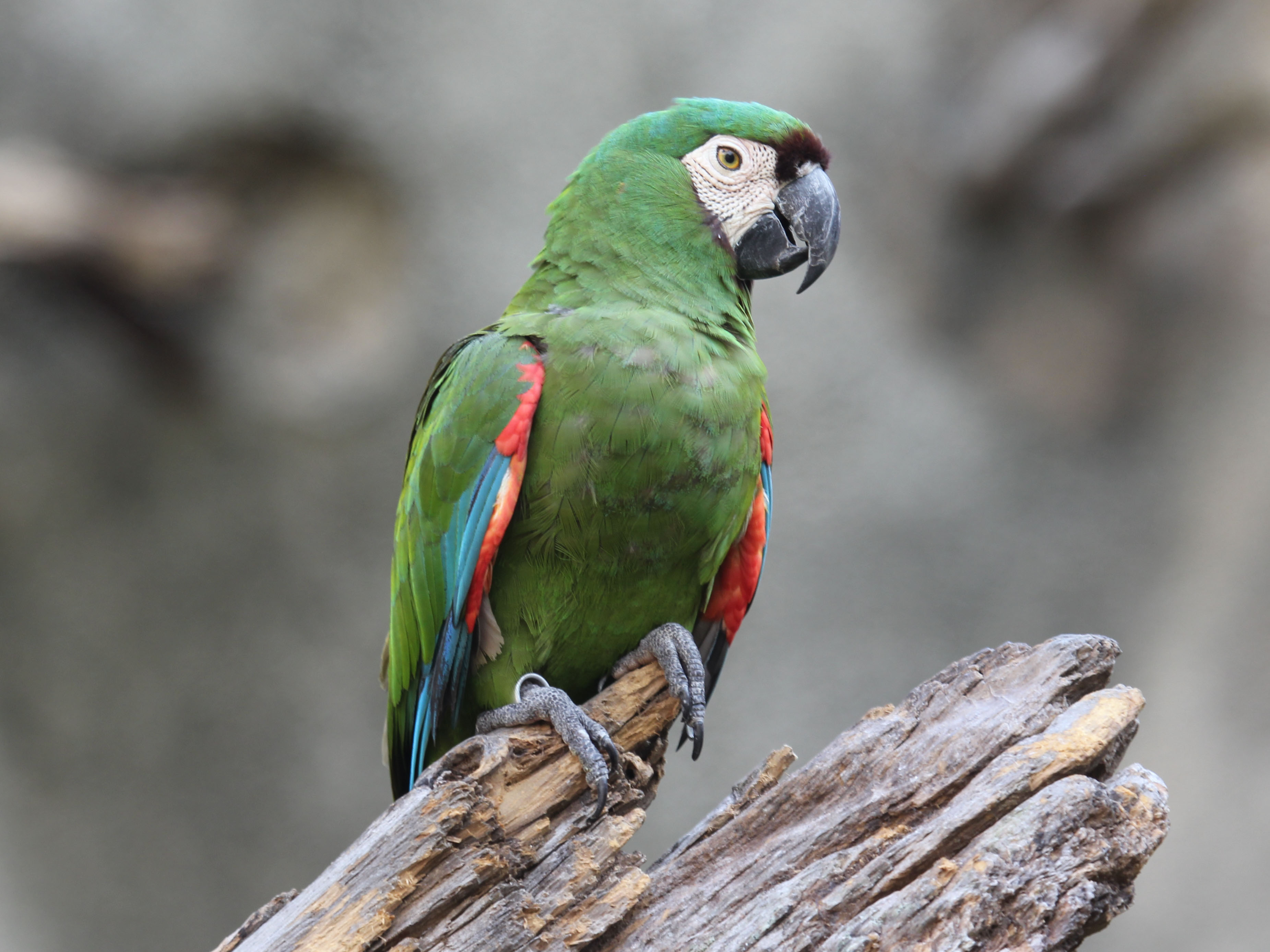
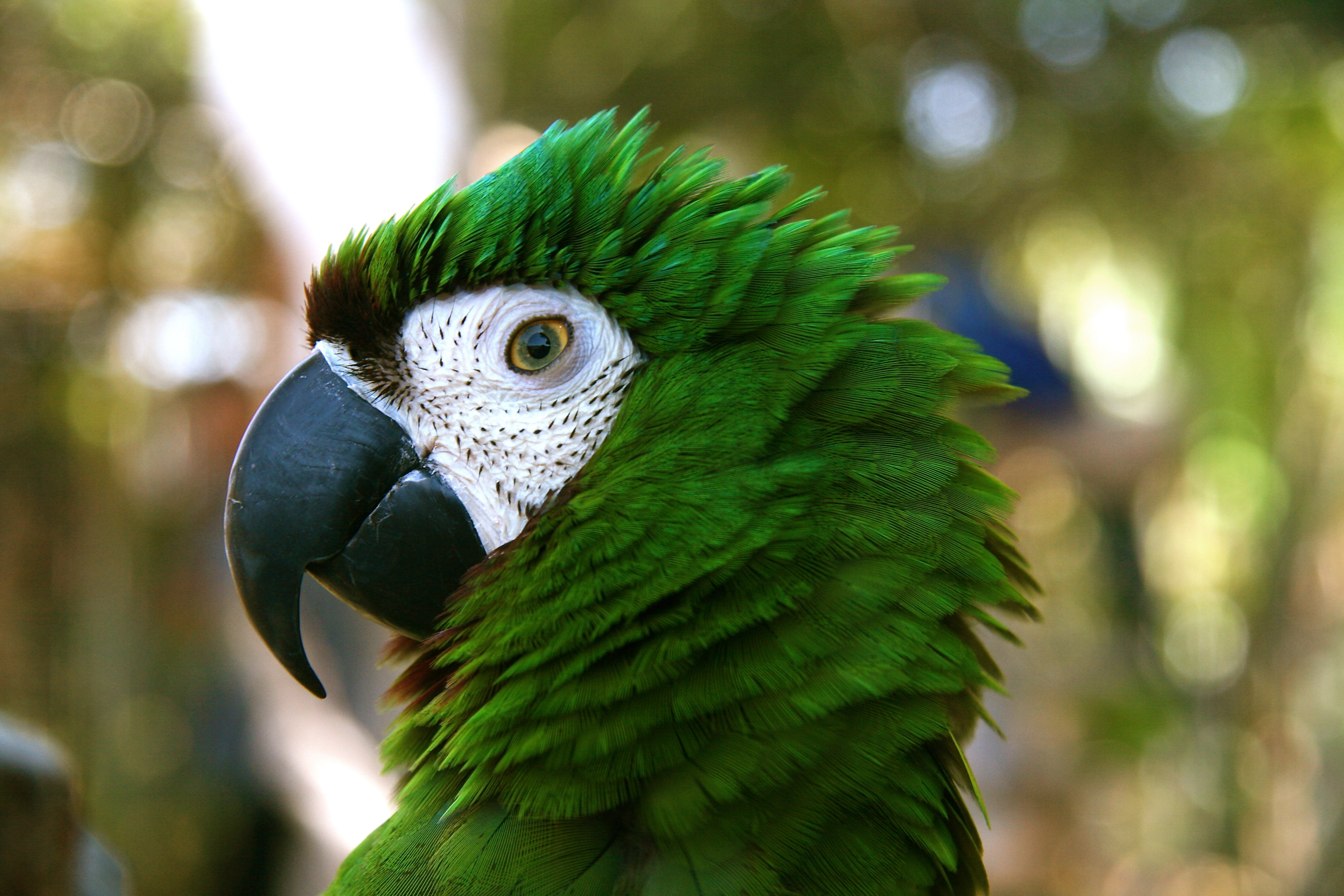
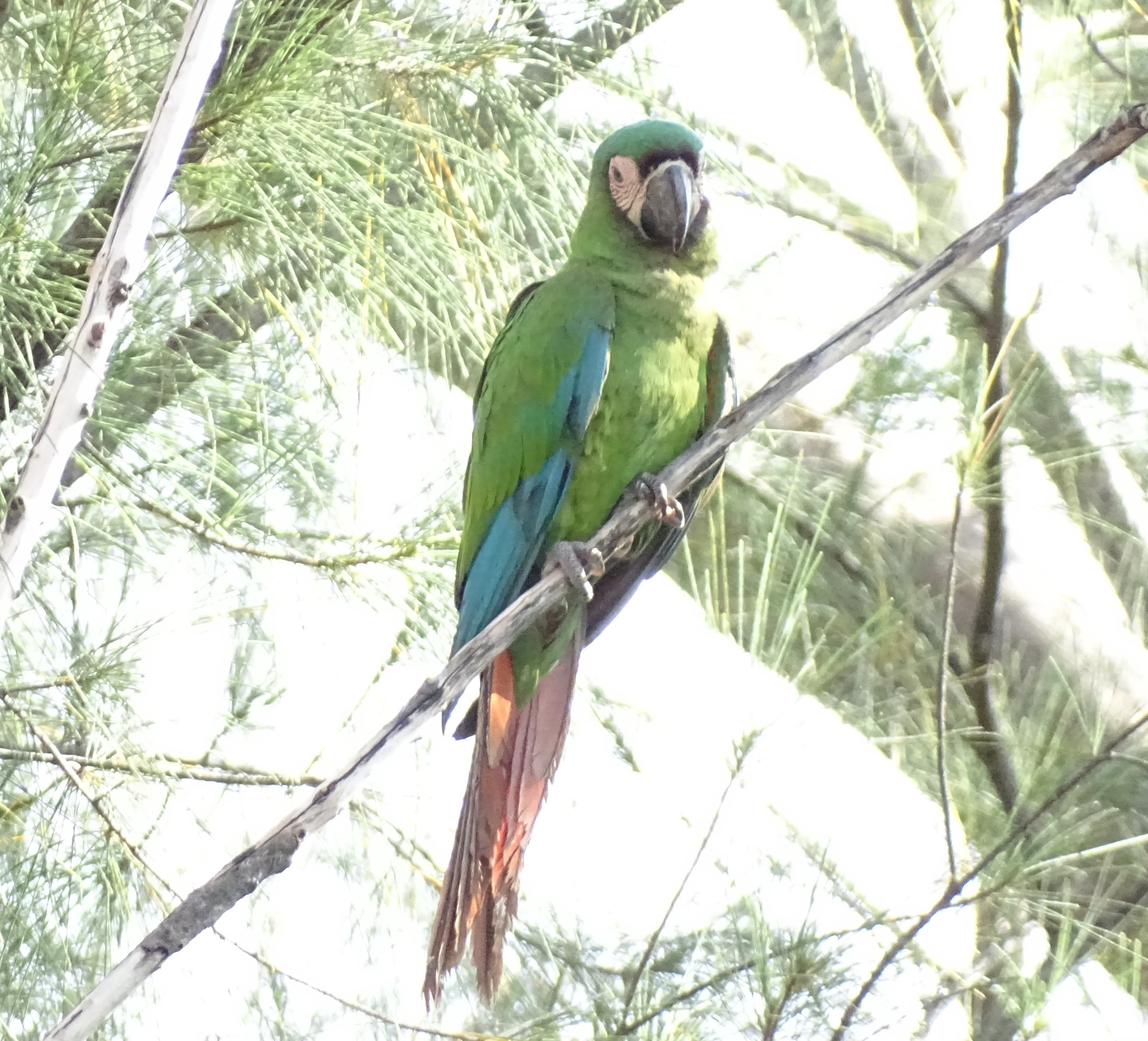
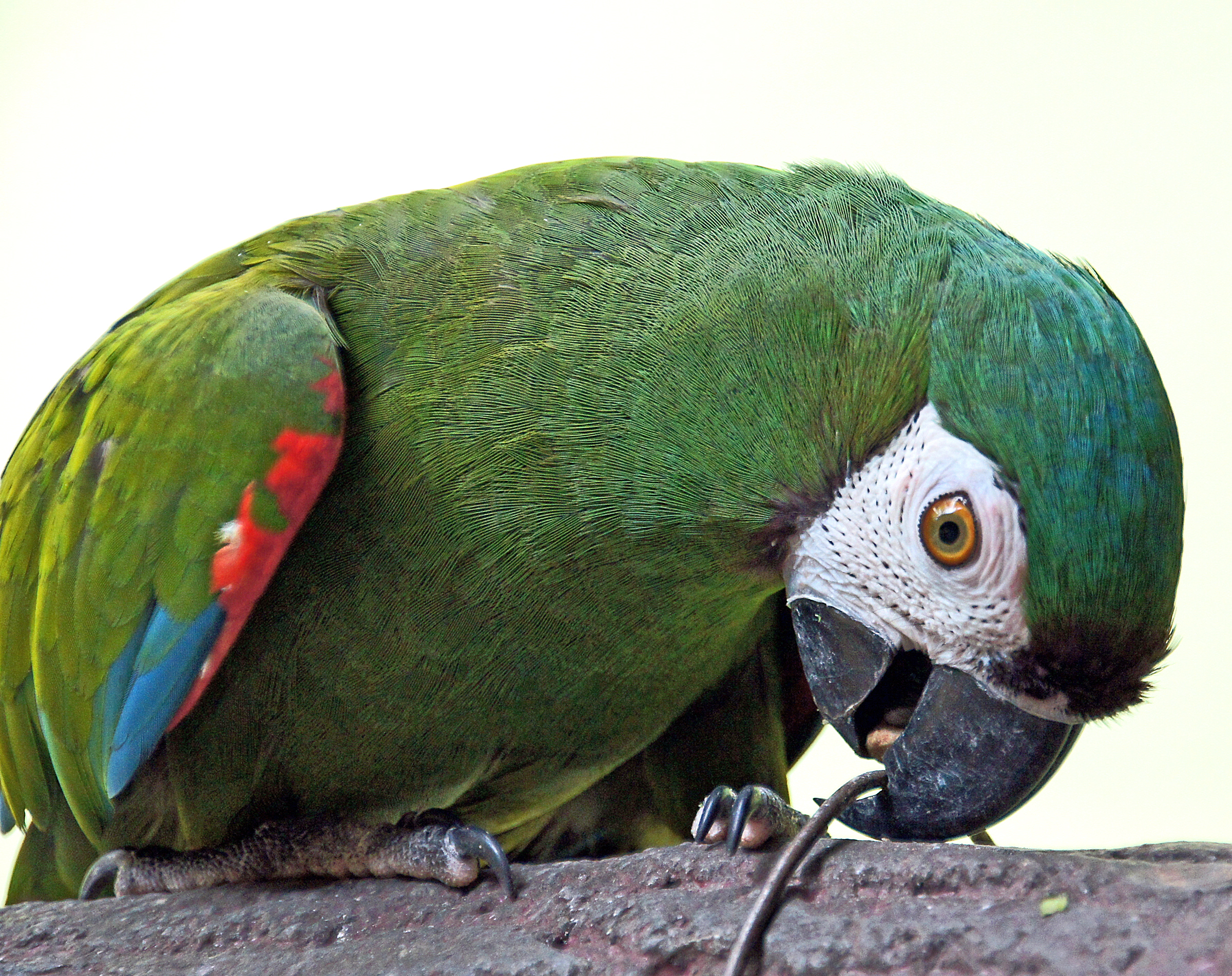
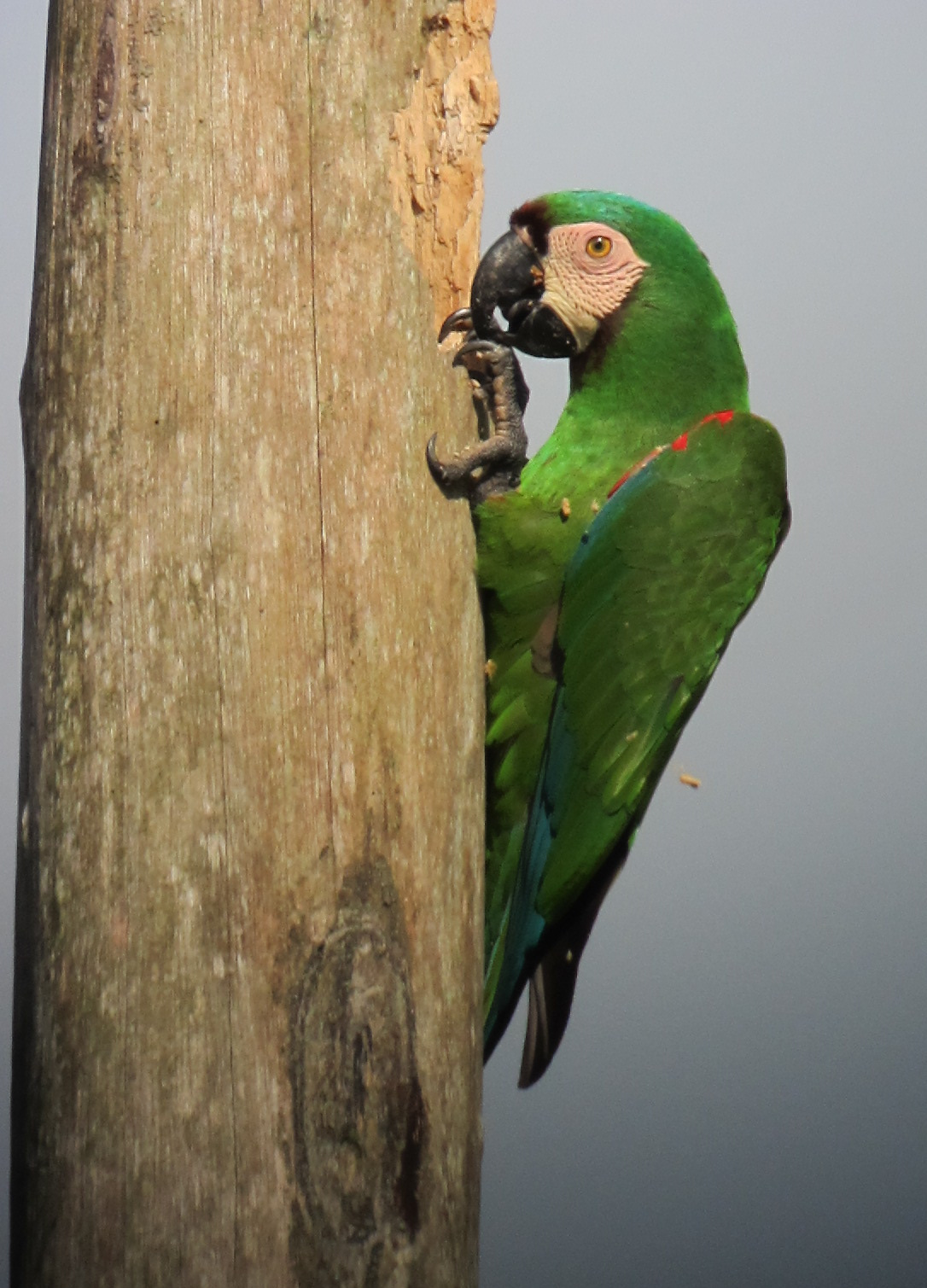
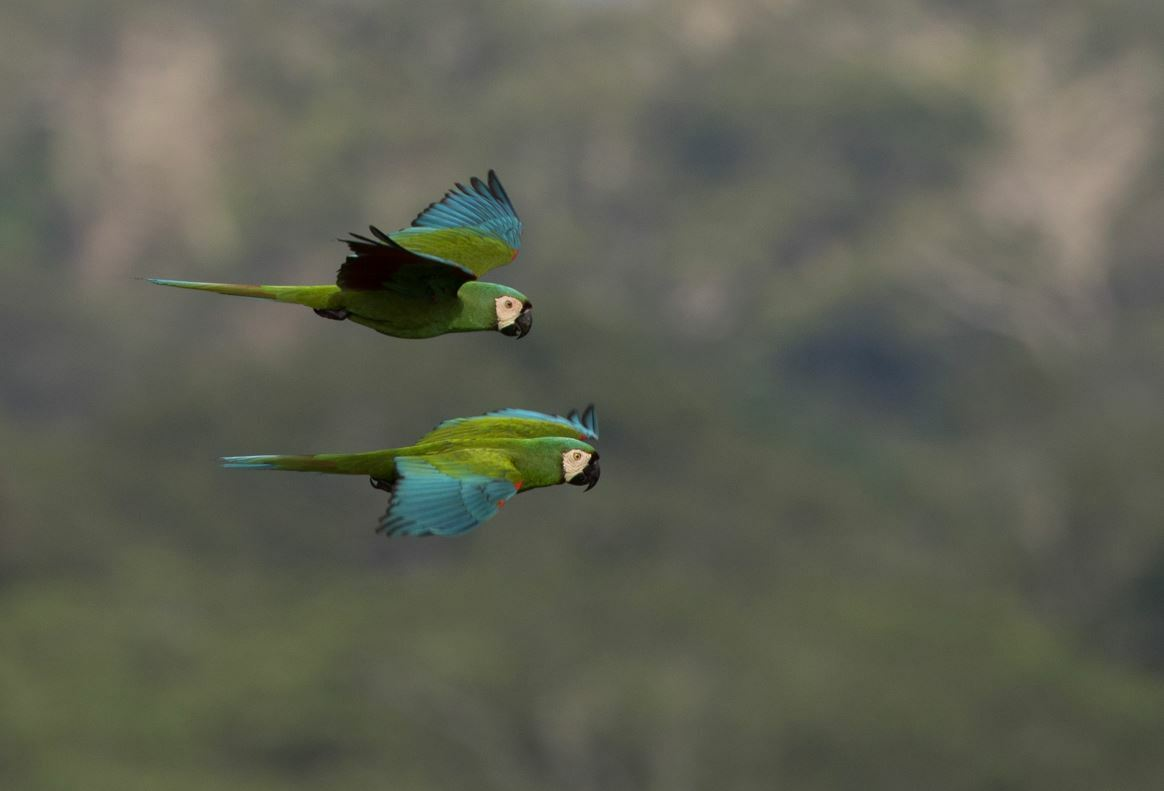
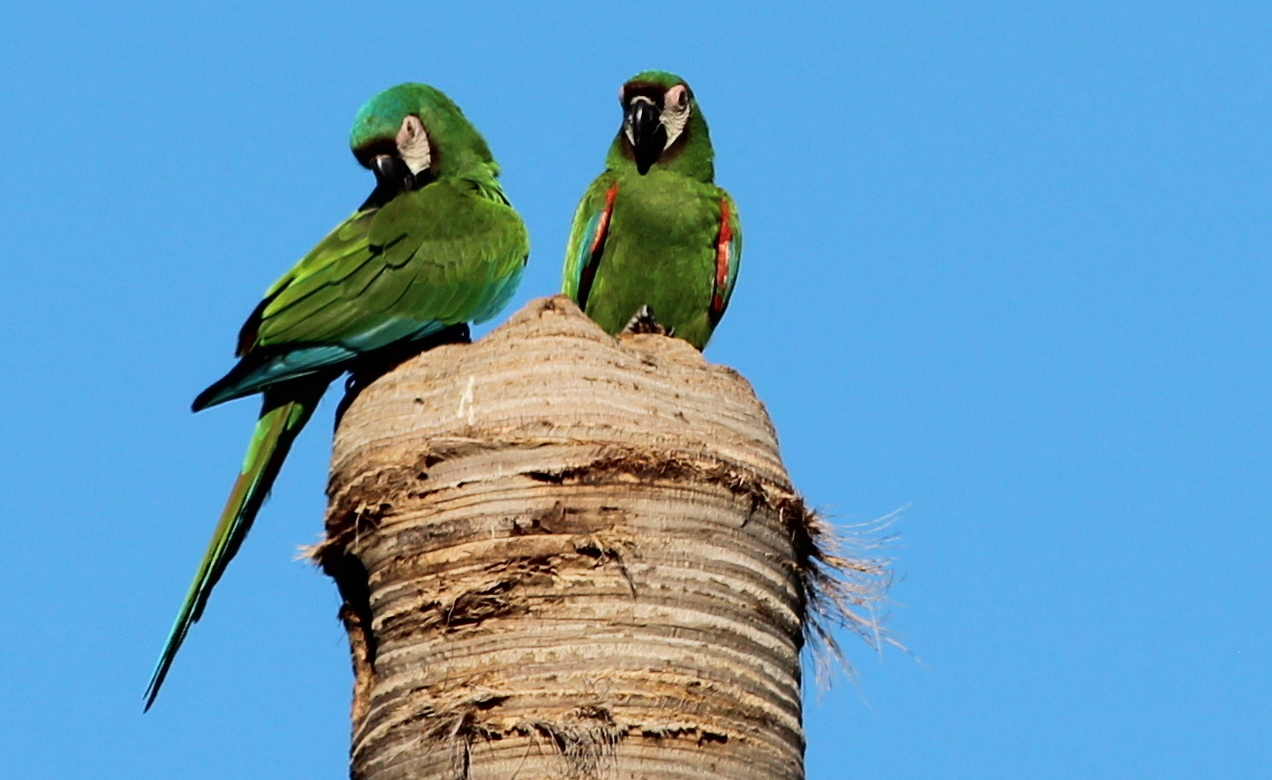
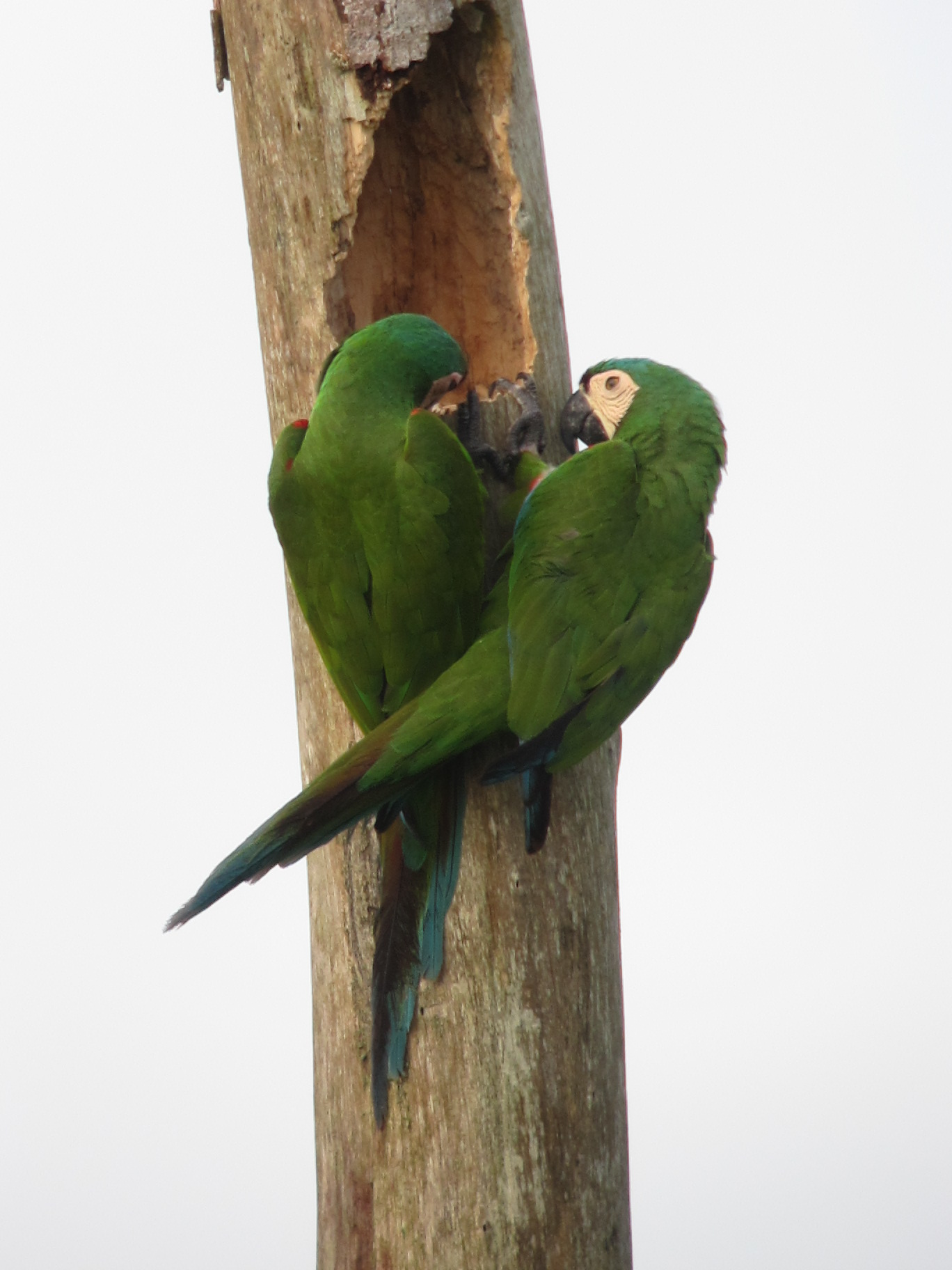
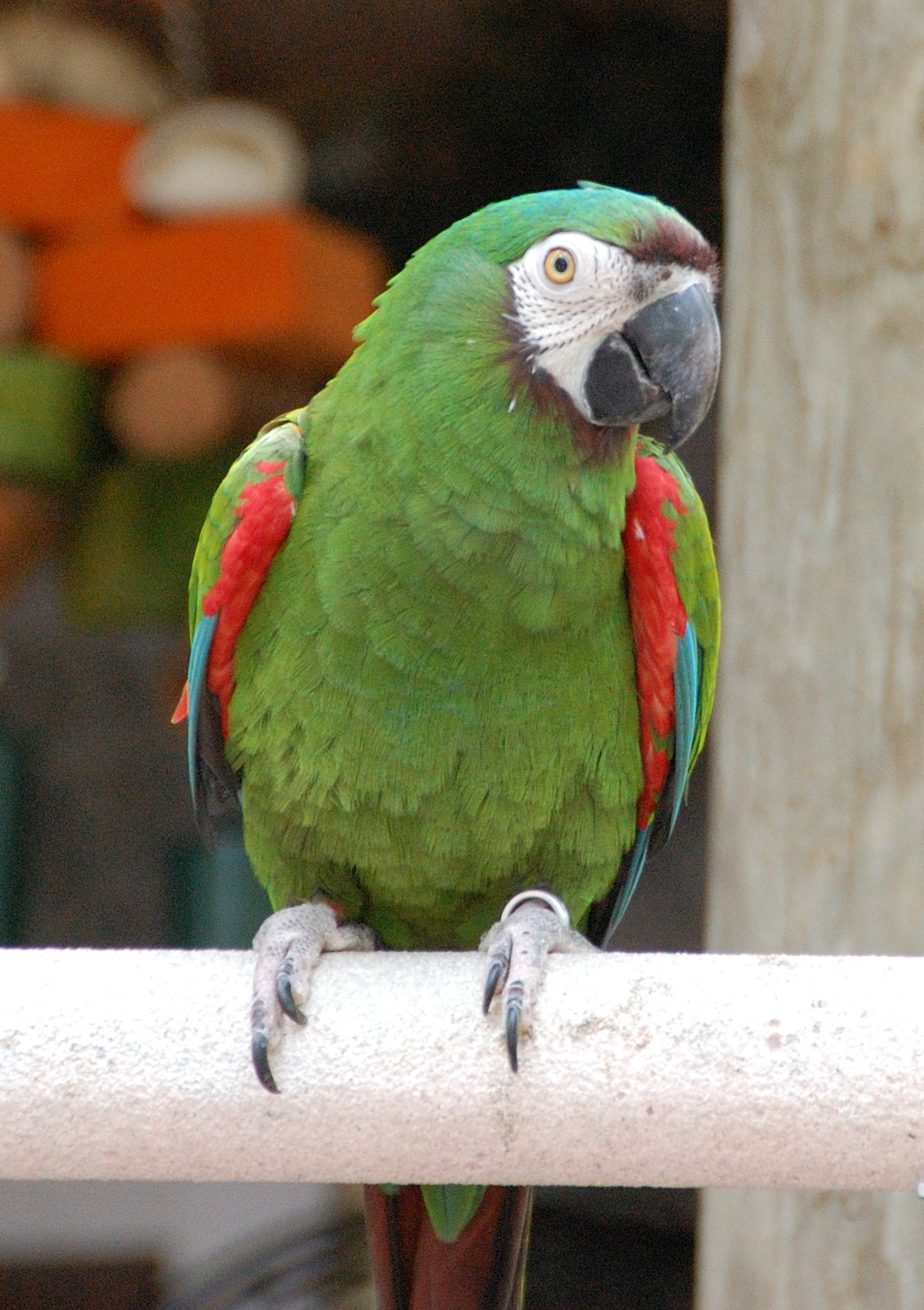